# Popillia viridipes
Popillia viridipes är en skalbaggsart som beskrevs av Ernst Gustav Kraatz 1892. Popillia viridipes ingår i släktet Popillia och familjen Rutelidae. Inga underarter finns listade i Catalogue of Life.